# Grönalger
Grönalger är en stor grupp såväl marina, sötvattenslevande och även landlevande alger. Många arter är encelliga frilevande, andra kolonibildande, andra bålbildande. Landväxterna, embryofyterna,  härstammar från organismer som var grönalger. Näringsintag sker genom fotosyntes och genom upptag av närsalter i vattnet omkring i varje enstaka cell. Till skillnad från rödalger och landväxter (spermier hos t.ex. mossor borträknade) är många encelliga grönalger rörliga. Totalt innefattar grönalgerna minst 17 000 arter.

## Systematik och fylogeni
Grönalgerna har, liksom andra alger, traditionellt räknats till växtriket. I och med användandet av femrikessystemet under 1900-talets andra hälft flyttades samtliga alger till riket Protista. Molekylärbiologiska studier har dock samstämmigt visat att grönalger är besläktade med landväxterna (embryofyterna). Således placeras grönalgerna nu vanligen åter i växtriket Plantae, vilket även stöds av att såväl grönalger som embryofyter har samma klorofyllpigment (klorofyll a och b) samt lagrar näring i form av stärkelse. Embryofyter och grönalger bildar gemensamt kladen Viridiplantae (Gröna växter).

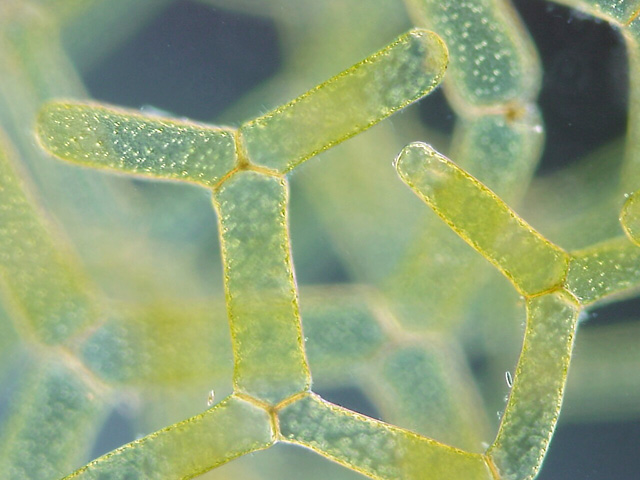
Den nätbildande Hydrodictyon.

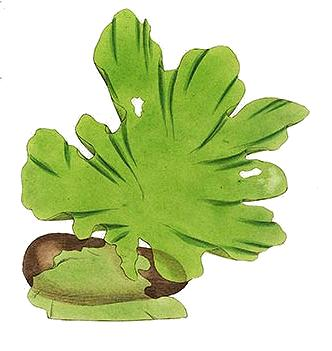
Ulva lactuca, havssallad.

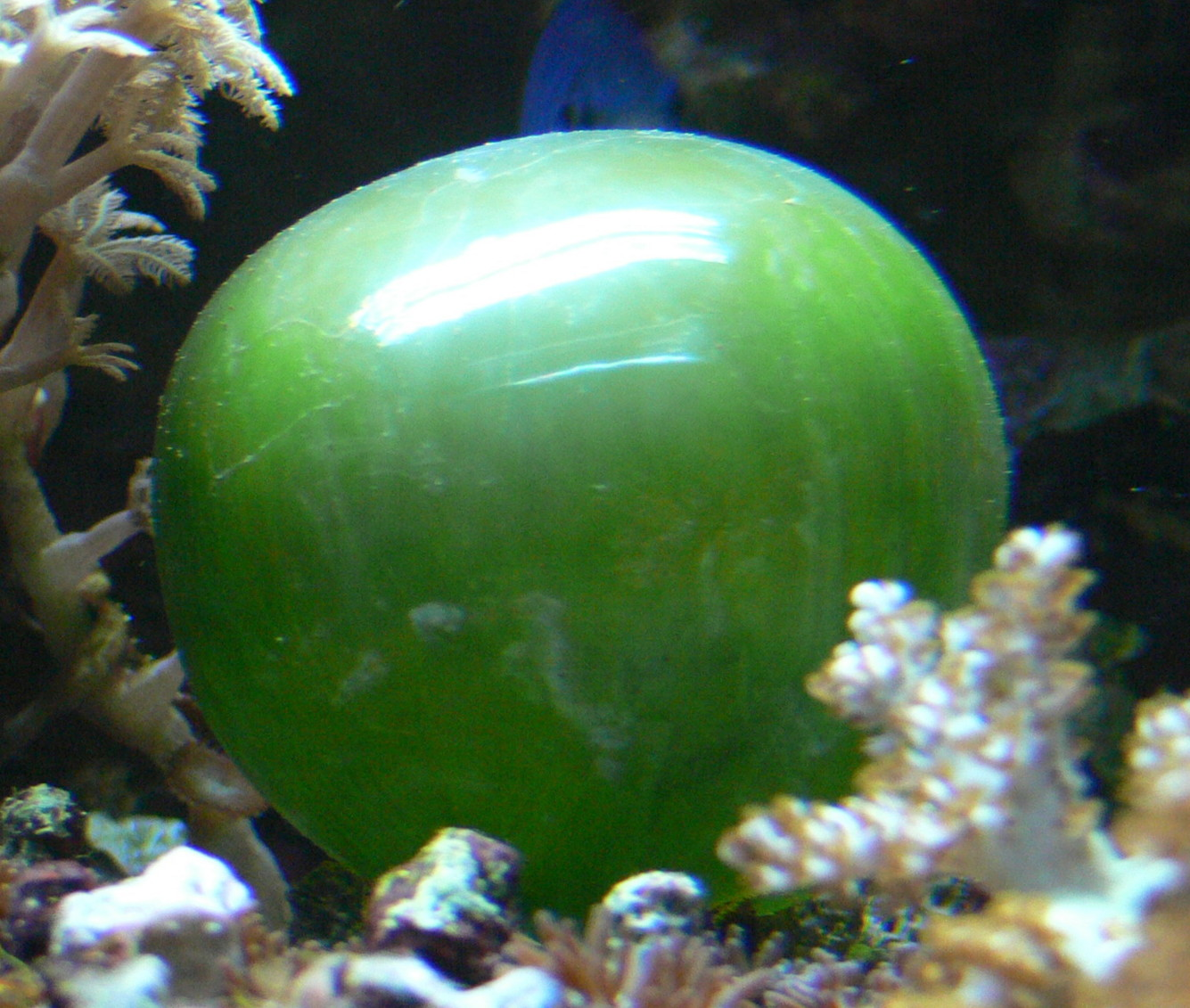
Ventricaria.

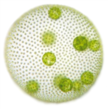
Den kolonibildande Volvox.

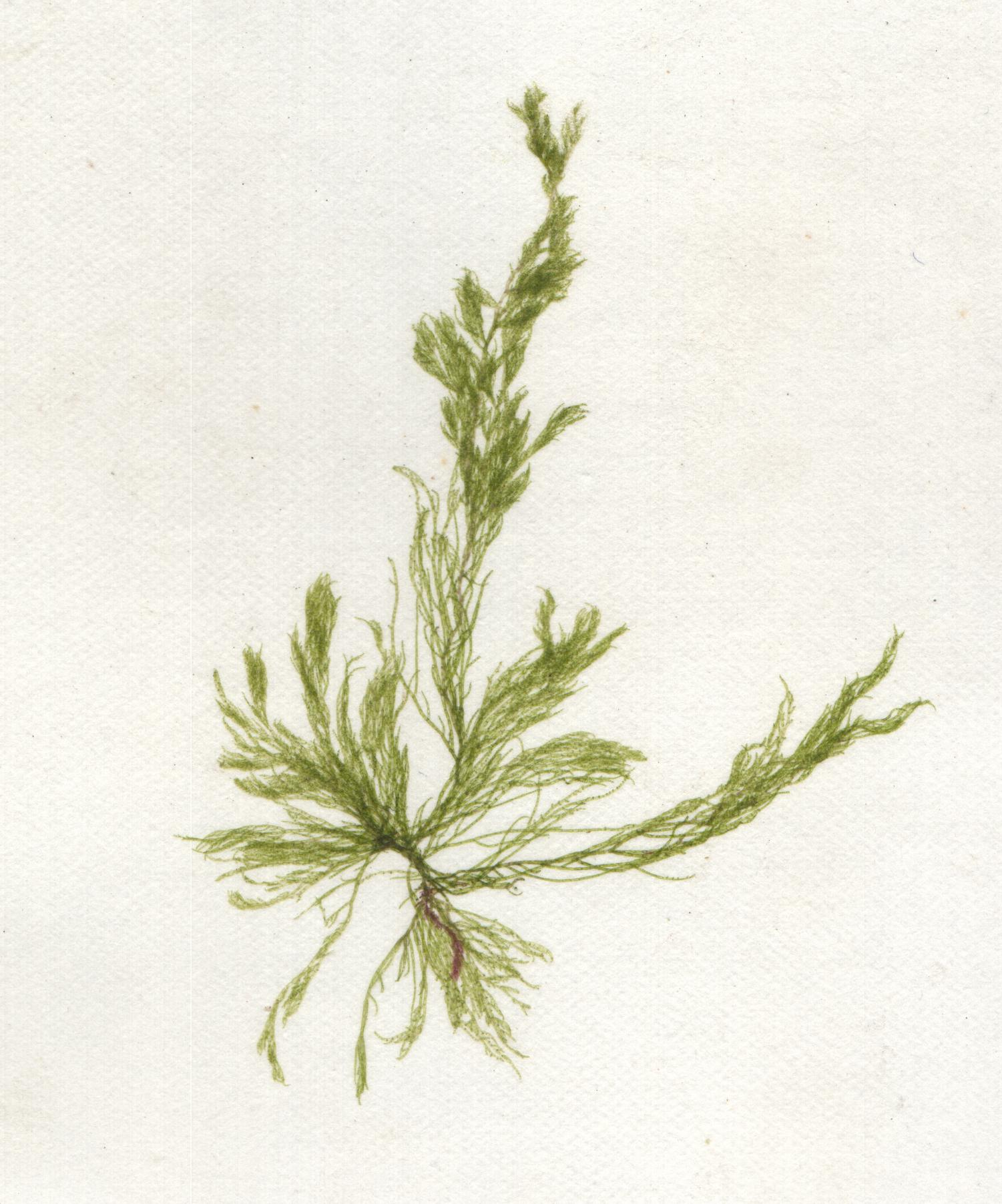
Cladophora, grönslick.

Traditionellt räknas alla grönalger till en division, Chlorophyta. Numera avses med Chlorophyta ofta en monofyletisk, mer begränsad grupp, bland annat klasserna Ulvophyceae, Chlorophyceae och Trebouxiophyceae. Övriga grönalger, de som är mer släkt med landväxterna, räknas antingen till divisionen Charophyta, eller tillsammans med landväxterna under namnet Streptophyta.
Nedanstående kladogram visar släktskapsförhållandena baserade på DNA-studier. Dock finns osäkerhet om vilken ordning av Charophyta som är systergrupp med landväxterna. Medan många studier pekar ut Charales (kransalgerna) finns andra studier som pekar på Coleochaetales.
|  | Ulvophyceae (havsgrönalger)                                                              |
|  |                                                                                          |
|  | \| \| Trebouxiophyceae \| \| \| \| \| \| Chlorophyceae (egentliga grönalger) \| \| \| \| |
|  |                                                                                          |
|  | Trebouxiophyceae                                                                         |
|  |                                                                                          |
|  | Chlorophyceae (egentliga grönalger)                                                      |
|  |                                                                                          |

|  | Trebouxiophyceae                    |
|  |                                     |
|  | Chlorophyceae (egentliga grönalger) |
|  |                                     |

|  | Coleochaetophyceae (sköldalger)                                                        |
|  |                                                                                        |
|  | \| \| Charophyceae (kransalger) \| \| \| \| \| \| Embryophyta (landväxter) \| \| \| \| |
|  |                                                                                        |
|  | Charophyceae (kransalger)                                                              |
|  |                                                                                        |
|  | Embryophyta (landväxter)                                                               |
|  |                                                                                        |

|  | Charophyceae (kransalger) |
|  |                           |
|  | Embryophyta (landväxter)  |
|  |                           |

|  | Coleochaetophyceae (sköldalger)                                                        |
|  |                                                                                        |
|  | \| \| Charophyceae (kransalger) \| \| \| \| \| \| Embryophyta (landväxter) \| \| \| \| |
|  |                                                                                        |
|  | Charophyceae (kransalger)                                                              |
|  |                                                                                        |
|  | Embryophyta (landväxter)                                                               |
|  |                                                                                        |

|  | Charophyceae (kransalger) |
|  |                           |
|  | Embryophyta (landväxter)  |
|  |                           |

|  | Coleochaetophyceae (sköldalger)                                                        |
|  |                                                                                        |
|  | \| \| Charophyceae (kransalger) \| \| \| \| \| \| Embryophyta (landväxter) \| \| \| \| |
|  |                                                                                        |
|  | Charophyceae (kransalger)                                                              |
|  |                                                                                        |
|  | Embryophyta (landväxter)                                                               |
|  |                                                                                        |

|  | Charophyceae (kransalger) |
|  |                           |
|  | Embryophyta (landväxter)  |
|  |                           |

|  | Coleochaetophyceae (sköldalger)                                                        |
|  |                                                                                        |
|  | \| \| Charophyceae (kransalger) \| \| \| \| \| \| Embryophyta (landväxter) \| \| \| \| |
|  |                                                                                        |
|  | Charophyceae (kransalger)                                                              |
|  |                                                                                        |
|  | Embryophyta (landväxter)                                                               |
|  |                                                                                        |

|  | Charophyceae (kransalger) |
|  |                           |
|  | Embryophyta (landväxter)  |
|  |                           |

|  | Coleochaetophyceae (sköldalger)                                                        |
|  |                                                                                        |
|  | \| \| Charophyceae (kransalger) \| \| \| \| \| \| Embryophyta (landväxter) \| \| \| \| |
|  |                                                                                        |
|  | Charophyceae (kransalger)                                                              |
|  |                                                                                        |
|  | Embryophyta (landväxter)                                                               |
|  |                                                                                        |

|  | Charophyceae (kransalger) |
|  |                           |
|  | Embryophyta (landväxter)  |
|  |                           |

|  | Coleochaetophyceae (sköldalger)                                                        |
|  |                                                                                        |
|  | \| \| Charophyceae (kransalger) \| \| \| \| \| \| Embryophyta (landväxter) \| \| \| \| |
|  |                                                                                        |
|  | Charophyceae (kransalger)                                                              |
|  |                                                                                        |
|  | Embryophyta (landväxter)                                                               |
|  |                                                                                        |

|  | Charophyceae (kransalger) |
|  |                           |
|  | Embryophyta (landväxter)  |
|  |                           |

|  | Coleochaetophyceae (sköldalger)                                                        |
|  |                                                                                        |
|  | \| \| Charophyceae (kransalger) \| \| \| \| \| \| Embryophyta (landväxter) \| \| \| \| |
|  |                                                                                        |
|  | Charophyceae (kransalger)                                                              |
|  |                                                                                        |
|  | Embryophyta (landväxter)                                                               |
|  |                                                                                        |

|  | Charophyceae (kransalger) |
|  |                           |
|  | Embryophyta (landväxter)  |
|  |                           |

|  | Coleochaetophyceae (sköldalger)                                                        |
|  |                                                                                        |
|  | \| \| Charophyceae (kransalger) \| \| \| \| \| \| Embryophyta (landväxter) \| \| \| \| |
|  |                                                                                        |
|  | Charophyceae (kransalger)                                                              |
|  |                                                                                        |
|  | Embryophyta (landväxter)                                                               |
|  |                                                                                        |

|  | Charophyceae (kransalger) |
|  |                           |
|  | Embryophyta (landväxter)  |
|  |                           |

|  | Coleochaetophyceae (sköldalger)                                                        |
|  |                                                                                        |
|  | \| \| Charophyceae (kransalger) \| \| \| \| \| \| Embryophyta (landväxter) \| \| \| \| |
|  |                                                                                        |
|  | Charophyceae (kransalger)                                                              |
|  |                                                                                        |
|  | Embryophyta (landväxter)                                                               |
|  |                                                                                        |

|  | Charophyceae (kransalger) |
|  |                           |
|  | Embryophyta (landväxter)  |
|  |                           |

|  | Coleochaetophyceae (sköldalger)                                                        |
|  |                                                                                        |
|  | \| \| Charophyceae (kransalger) \| \| \| \| \| \| Embryophyta (landväxter) \| \| \| \| |
|  |                                                                                        |
|  | Charophyceae (kransalger)                                                              |
|  |                                                                                        |
|  | Embryophyta (landväxter)                                                               |
|  |                                                                                        |

|  | Charophyceae (kransalger) |
|  |                           |
|  | Embryophyta (landväxter)  |
|  |                           |

|  | Coleochaetophyceae (sköldalger)                                                        |
|  |                                                                                        |
|  | \| \| Charophyceae (kransalger) \| \| \| \| \| \| Embryophyta (landväxter) \| \| \| \| |
|  |                                                                                        |
|  | Charophyceae (kransalger)                                                              |
|  |                                                                                        |
|  | Embryophyta (landväxter)                                                               |
|  |                                                                                        |

|  | Charophyceae (kransalger) |
|  |                           |
|  | Embryophyta (landväxter)  |
|  |                           |

|  | Coleochaetophyceae (sköldalger)                                                        |
|  |                                                                                        |
|  | \| \| Charophyceae (kransalger) \| \| \| \| \| \| Embryophyta (landväxter) \| \| \| \| |
|  |                                                                                        |
|  | Charophyceae (kransalger)                                                              |
|  |                                                                                        |
|  | Embryophyta (landväxter)                                                               |
|  |                                                                                        |

|  | Charophyceae (kransalger) |
|  |                           |
|  | Embryophyta (landväxter)  |
|  |                           |

|  | Coleochaetophyceae (sköldalger)                                                        |
|  |                                                                                        |
|  | \| \| Charophyceae (kransalger) \| \| \| \| \| \| Embryophyta (landväxter) \| \| \| \| |
|  |                                                                                        |
|  | Charophyceae (kransalger)                                                              |
|  |                                                                                        |
|  | Embryophyta (landväxter)                                                               |
|  |                                                                                        |

|  | Charophyceae (kransalger) |
|  |                           |
|  | Embryophyta (landväxter)  |
|  |                           |

|  | Coleochaetophyceae (sköldalger)                                                        |
|  |                                                                                        |
|  | \| \| Charophyceae (kransalger) \| \| \| \| \| \| Embryophyta (landväxter) \| \| \| \| |
|  |                                                                                        |
|  | Charophyceae (kransalger)                                                              |
|  |                                                                                        |
|  | Embryophyta (landväxter)                                                               |
|  |                                                                                        |

|  | Charophyceae (kransalger) |
|  |                           |
|  | Embryophyta (landväxter)  |
|  |                           |

|  | Coleochaetophyceae (sköldalger)                                                        |
|  |                                                                                        |
|  | \| \| Charophyceae (kransalger) \| \| \| \| \| \| Embryophyta (landväxter) \| \| \| \| |
|  |                                                                                        |
|  | Charophyceae (kransalger)                                                              |
|  |                                                                                        |
|  | Embryophyta (landväxter)                                                               |
|  |                                                                                        |

|  | Charophyceae (kransalger) |
|  |                           |
|  | Embryophyta (landväxter)  |
|  |                           |

|  | Coleochaetophyceae (sköldalger)                                                        |
|  |                                                                                        |
|  | \| \| Charophyceae (kransalger) \| \| \| \| \| \| Embryophyta (landväxter) \| \| \| \| |
|  |                                                                                        |
|  | Charophyceae (kransalger)                                                              |
|  |                                                                                        |
|  | Embryophyta (landväxter)                                                               |
|  |                                                                                        |

|  | Charophyceae (kransalger) |
|  |                           |
|  | Embryophyta (landväxter)  |
|  |                           |

|  | Ulvophyceae (havsgrönalger)                                                              |
|  |                                                                                          |
|  | \| \| Trebouxiophyceae \| \| \| \| \| \| Chlorophyceae (egentliga grönalger) \| \| \| \| |
|  |                                                                                          |
|  | Trebouxiophyceae                                                                         |
|  |                                                                                          |
|  | Chlorophyceae (egentliga grönalger)                                                      |
|  |                                                                                          |

|  | Trebouxiophyceae                    |
|  |                                     |
|  | Chlorophyceae (egentliga grönalger) |
|  |                                     |

|  | Coleochaetophyceae (sköldalger)                                                        |
|  |                                                                                        |
|  | \| \| Charophyceae (kransalger) \| \| \| \| \| \| Embryophyta (landväxter) \| \| \| \| |
|  |                                                                                        |
|  | Charophyceae (kransalger)                                                              |
|  |                                                                                        |
|  | Embryophyta (landväxter)                                                               |
|  |                                                                                        |

|  | Charophyceae (kransalger) |
|  |                           |
|  | Embryophyta (landväxter)  |
|  |                           |

|  | Coleochaetophyceae (sköldalger)                                                        |
|  |                                                                                        |
|  | \| \| Charophyceae (kransalger) \| \| \| \| \| \| Embryophyta (landväxter) \| \| \| \| |
|  |                                                                                        |
|  | Charophyceae (kransalger)                                                              |
|  |                                                                                        |
|  | Embryophyta (landväxter)                                                               |
|  |                                                                                        |

|  | Charophyceae (kransalger) |
|  |                           |
|  | Embryophyta (landväxter)  |
|  |                           |

|  | Coleochaetophyceae (sköldalger)                                                        |
|  |                                                                                        |
|  | \| \| Charophyceae (kransalger) \| \| \| \| \| \| Embryophyta (landväxter) \| \| \| \| |
|  |                                                                                        |
|  | Charophyceae (kransalger)                                                              |
|  |                                                                                        |
|  | Embryophyta (landväxter)                                                               |
|  |                                                                                        |

|  | Charophyceae (kransalger) |
|  |                           |
|  | Embryophyta (landväxter)  |
|  |                           |

|  | Coleochaetophyceae (sköldalger)                                                        |
|  |                                                                                        |
|  | \| \| Charophyceae (kransalger) \| \| \| \| \| \| Embryophyta (landväxter) \| \| \| \| |
|  |                                                                                        |
|  | Charophyceae (kransalger)                                                              |
|  |                                                                                        |
|  | Embryophyta (landväxter)                                                               |
|  |                                                                                        |

|  | Charophyceae (kransalger) |
|  |                           |
|  | Embryophyta (landväxter)  |
|  |                           |

|  | Coleochaetophyceae (sköldalger)                                                        |
|  |                                                                                        |
|  | \| \| Charophyceae (kransalger) \| \| \| \| \| \| Embryophyta (landväxter) \| \| \| \| |
|  |                                                                                        |
|  | Charophyceae (kransalger)                                                              |
|  |                                                                                        |
|  | Embryophyta (landväxter)                                                               |
|  |                                                                                        |

|  | Charophyceae (kransalger) |
|  |                           |
|  | Embryophyta (landväxter)  |
|  |                           |

|  | Coleochaetophyceae (sköldalger)                                                        |
|  |                                                                                        |
|  | \| \| Charophyceae (kransalger) \| \| \| \| \| \| Embryophyta (landväxter) \| \| \| \| |
|  |                                                                                        |
|  | Charophyceae (kransalger)                                                              |
|  |                                                                                        |
|  | Embryophyta (landväxter)                                                               |
|  |                                                                                        |

|  | Charophyceae (kransalger) |
|  |                           |
|  | Embryophyta (landväxter)  |
|  |                           |

|  | Coleochaetophyceae (sköldalger)                                                        |
|  |                                                                                        |
|  | \| \| Charophyceae (kransalger) \| \| \| \| \| \| Embryophyta (landväxter) \| \| \| \| |
|  |                                                                                        |
|  | Charophyceae (kransalger)                                                              |
|  |                                                                                        |
|  | Embryophyta (landväxter)                                                               |
|  |                                                                                        |

|  | Charophyceae (kransalger) |
|  |                           |
|  | Embryophyta (landväxter)  |
|  |                           |

|  | Coleochaetophyceae (sköldalger)                                                        |
|  |                                                                                        |
|  | \| \| Charophyceae (kransalger) \| \| \| \| \| \| Embryophyta (landväxter) \| \| \| \| |
|  |                                                                                        |
|  | Charophyceae (kransalger)                                                              |
|  |                                                                                        |
|  | Embryophyta (landväxter)                                                               |
|  |                                                                                        |

|  | Charophyceae (kransalger) |
|  |                           |
|  | Embryophyta (landväxter)  |
|  |                           |

|  | Coleochaetophyceae (sköldalger)                                                        |
|  |                                                                                        |
|  | \| \| Charophyceae (kransalger) \| \| \| \| \| \| Embryophyta (landväxter) \| \| \| \| |
|  |                                                                                        |
|  | Charophyceae (kransalger)                                                              |
|  |                                                                                        |
|  | Embryophyta (landväxter)                                                               |
|  |                                                                                        |

|  | Charophyceae (kransalger) |
|  |                           |
|  | Embryophyta (landväxter)  |
|  |                           |

|  | Coleochaetophyceae (sköldalger)                                                        |
|  |                                                                                        |
|  | \| \| Charophyceae (kransalger) \| \| \| \| \| \| Embryophyta (landväxter) \| \| \| \| |
|  |                                                                                        |
|  | Charophyceae (kransalger)                                                              |
|  |                                                                                        |
|  | Embryophyta (landväxter)                                                               |
|  |                                                                                        |

|  | Charophyceae (kransalger) |
|  |                           |
|  | Embryophyta (landväxter)  |
|  |                           |

|  | Coleochaetophyceae (sköldalger)                                                        |
|  |                                                                                        |
|  | \| \| Charophyceae (kransalger) \| \| \| \| \| \| Embryophyta (landväxter) \| \| \| \| |
|  |                                                                                        |
|  | Charophyceae (kransalger)                                                              |
|  |                                                                                        |
|  | Embryophyta (landväxter)                                                               |
|  |                                                                                        |

|  | Charophyceae (kransalger) |
|  |                           |
|  | Embryophyta (landväxter)  |
|  |                           |

|  | Coleochaetophyceae (sköldalger)                                                        |
|  |                                                                                        |
|  | \| \| Charophyceae (kransalger) \| \| \| \| \| \| Embryophyta (landväxter) \| \| \| \| |
|  |                                                                                        |
|  | Charophyceae (kransalger)                                                              |
|  |                                                                                        |
|  | Embryophyta (landväxter)                                                               |
|  |                                                                                        |

|  | Charophyceae (kransalger) |
|  |                           |
|  | Embryophyta (landväxter)  |
|  |                           |

|  | Coleochaetophyceae (sköldalger)                                                        |
|  |                                                                                        |
|  | \| \| Charophyceae (kransalger) \| \| \| \| \| \| Embryophyta (landväxter) \| \| \| \| |
|  |                                                                                        |
|  | Charophyceae (kransalger)                                                              |
|  |                                                                                        |
|  | Embryophyta (landväxter)                                                               |
|  |                                                                                        |

|  | Charophyceae (kransalger) |
|  |                           |
|  | Embryophyta (landväxter)  |
|  |                           |

|  | Coleochaetophyceae (sköldalger)                                                        |
|  |                                                                                        |
|  | \| \| Charophyceae (kransalger) \| \| \| \| \| \| Embryophyta (landväxter) \| \| \| \| |
|  |                                                                                        |
|  | Charophyceae (kransalger)                                                              |
|  |                                                                                        |
|  | Embryophyta (landväxter)                                                               |
|  |                                                                                        |

|  | Charophyceae (kransalger) |
|  |                           |
|  | Embryophyta (landväxter)  |
|  |                           |

|  | Coleochaetophyceae (sköldalger)                                                        |
|  |                                                                                        |
|  | \| \| Charophyceae (kransalger) \| \| \| \| \| \| Embryophyta (landväxter) \| \| \| \| |
|  |                                                                                        |
|  | Charophyceae (kransalger)                                                              |
|  |                                                                                        |
|  | Embryophyta (landväxter)                                                               |
|  |                                                                                        |

|  | Charophyceae (kransalger) |
|  |                           |
|  | Embryophyta (landväxter)  |
|  |                           |

|  | Coleochaetophyceae (sköldalger)                                                        |
|  |                                                                                        |
|  | \| \| Charophyceae (kransalger) \| \| \| \| \| \| Embryophyta (landväxter) \| \| \| \| |
|  |                                                                                        |
|  | Charophyceae (kransalger)                                                              |
|  |                                                                                        |
|  | Embryophyta (landväxter)                                                               |
|  |                                                                                        |

|  | Charophyceae (kransalger) |
|  |                           |
|  | Embryophyta (landväxter)  |
|  |                           |

Såsom framgår ovan är Chlorophyta och Streptophyta monofyletiska medan Charophyta blir parafyletiskt då landväxterna exkluderas.

## Klasser inom Chlorophyta
Chlorophyceae (egentliga grönalger) innehåller många alger i sötvatten och på land (ett fåtal marina arter finns). Exempelvis tillhör de encelliga grönalger som ofta hittas på glaciärer (Chlamydomonas, Chloromonas) denna klass. Volvox bildar klotformiga kolonier. Hydrodictyon bildar nätartade kolonier. Livscykeln är haplontisk: zygoten, genomgår reduktionsdelning direkt efter ett vilstadium. Algerna är rörliga p.g.a. närvaro av flageller. 2310 arter.
Trebouxiophyceae är en delvis terrestriell algklass. Trebouxia är en av de vanligaste fotobionterna (algkomponenterna) i lavar. Trebouxiophyceae innehåller också frilevande alger, som plankton eller på land. Chlorella har använts för studier av hur fotosyntesens koldioxidfixering fungerar (Calvincykeln). Sexuell förökning har inte observerats i denna klass av grönalger. 538 arter.
Ulvophyceae (havsgrönalger)  innehåller främst marina grönalger, till exempel havssallat Ulva lactuca, tarmalg Ulva intestinalis (tid. Enteromorpha intestinalis), grönslick Cladophora och fransalg Urospora penicilliformis. Även modellorganismen Acetubularia tillhör denna klass. Codium, svamptång, finns i många marina miljöer, även i svenska vatten. Den tropiska algen Ventricaria är vanlig vid korallrev och besitter en ansenlig central vakuol. Trentepohlia, som är en vanlig fotobiont i lavar, tillhör den helt terrestra ordningen Trentepohliales. Livscykeln hos Ulvophyceae varierar markant beroende på ordning. Ofta förekommer generationsväxling (till exempel Ulvales och Cladophorales. 524 arter.

## Klasser inom Charophyta
Många av grönalgerna inom divisionen Charophyta delar många ultrastrukturella drag med landväxterna, till exempel fragmoplaster, spermiemorfologi och plasmodesmer. Även molekylärbiologiska studier (bland annat på ribosomalt RNA) visar att landväxterna (embryofyterna) härstammar från just denna grupp av grönalger. Till skillnad mot landväxterna, dock, har dessa alger inte generationsväxling; endast den haploida plantan är synlig för ögat. Livscykeln benämns således haplontisk. Zygoten (den befruktade äggcellen) genomgår antingen reduktionsdelning (meios) direkt eller bildar en vilande s.k. zygospor. Gemensamt för Charophyta och för embryofyterna (d.v.s. för kladen Streptophyta) är att flagellförsedda celler alltid har två flageller med två olika typer av flagellfästen.
Klebsormidiophyceae innehåller ordningen Klebsormidiales, vilka är terrestriella eller akvatiska, filamentbildande alger. Reproduktionen är isogam. 39 arter.

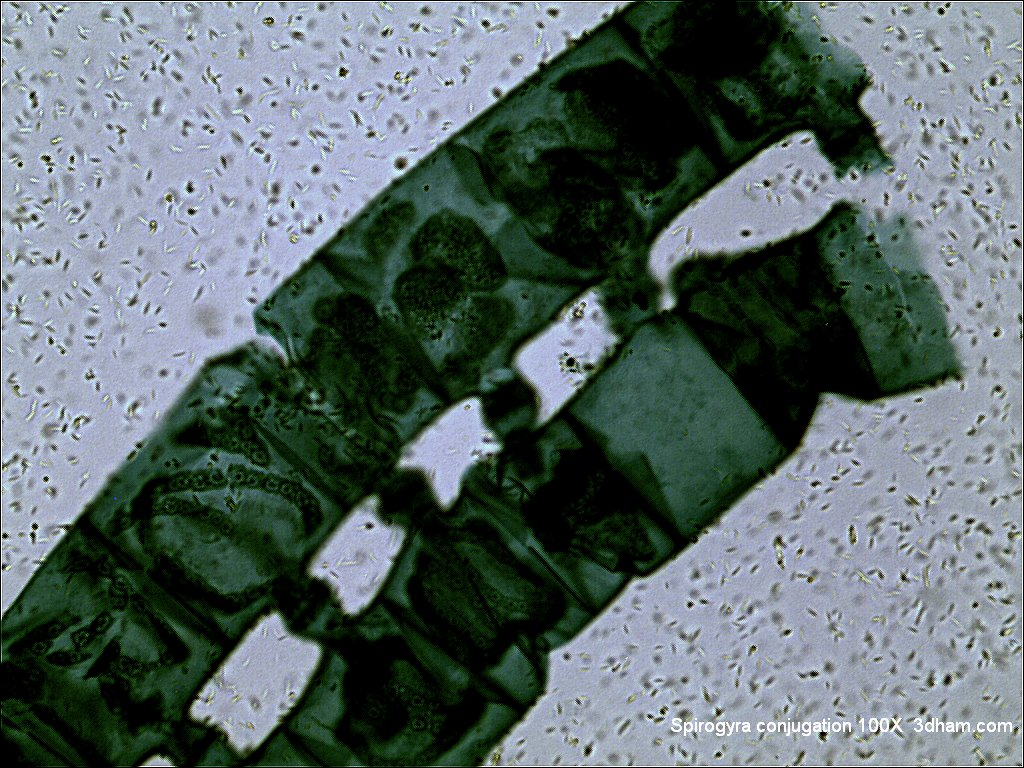
Spirogyra förökar sig genom konjugation

Zygnemophyceae (konjugatalger, okalger) innehåller sprialbandsalger, Spirogyra, och tvestjärntrådar, Zygnema samt den stora gruppen desmider (Desmidiales). Spirogyra och Zygnema bildar långa trådar och kan hittas framförallt i stillastående vatten. Förökning sker via s.k. konjugation, d.v.s. sammansmältning av innehållet från "hantråd" och "hontråd" genom konjugationsrör. Efter sammansmältning bildas en diploid zygot som därefter omvandlas till en vilospor.  Denna övervintrar till nästa vår innan reduktionsdelning äger rum.  Den enda överlevande haploida cellen gror en ny algplanta. Spirogyra uppvisar fototaxi, d.v.s. aktiv rörelse mot ljus. 2594 arter.
Coleochaetophyceae (sköldalger)  har likt landväxterna oogami och fragmoplaster. Typsläktet Coleochaete växer vid sötvattensstränder och bildar små diskliknande, håriga thalli. Spermier simmar från hanorganet (anteridiet) till honorganen (arkegonet) där äggcellen befruktas. Zygoten behålls hos oogonet och omsluts av en spermokarp. Efter ett vilstadium genomgår zygoten reduktionsdelning vilket ger 8–32 nya zoosporer, vilka kan bilda nya skivformade thalli. 18 arter.

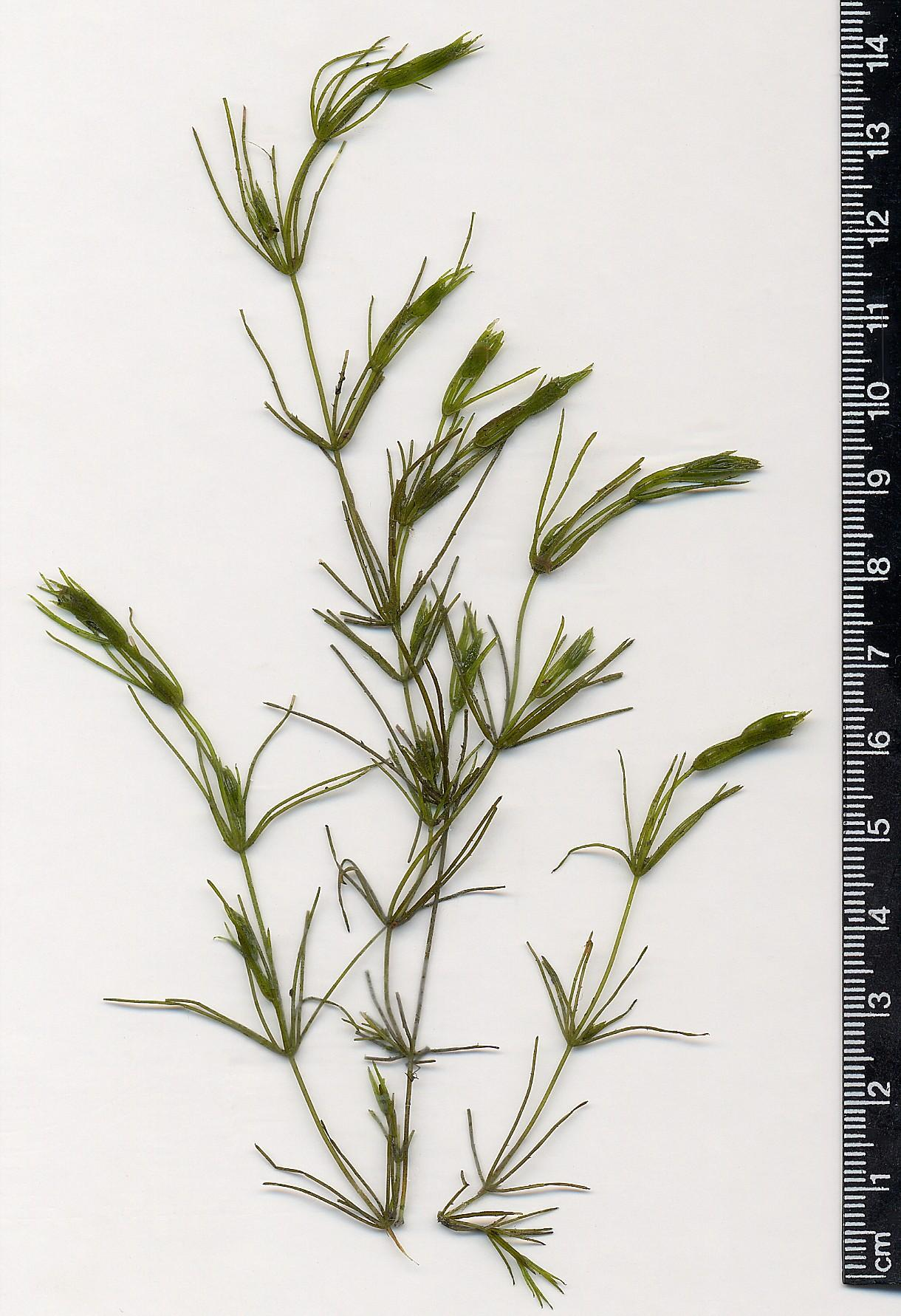
Chara fragilis, en kransalg

Charophyceae (kransalger) är möjligen (se ovan) den alggrupp som är allra närmast släkt med embryofyterna (landväxterna). Dessa alger har s.k. förgrenad apikal tillväxt – de växer med andra ord som typiska landväxter. Stammen är uppdelad i noder och internoder. Ett annat utmärkande drag är honplantan behåller ägget, precis som samtliga embryofyter. Oogonet omges vidare av höljeceller. En del kransalger är kalkinlagrade och blir då styva. På engelska kallas gruppen därför stone warts. Ett stort antal arter av sträfsen, Chara, förekommer i svenskt sötvatten och i Östersjön, framförallt på mjukbottnar i vikar etc. 686 arter.
Charophyta såsom presenteras här är alltså parafyletisk eftersom landväxterna inte räknas in.

## Grönalger på land
Det bör påpekas att ”landväxterna” – embryofyterna är långt ifrån de enda växterna på land. Grönalgerna har koloniserat land upprepade gånger – en av dessa utvecklingslinjer blev embryofyterna (mossor och kärlväxter). Flera grönalgssläkten, framförallt i klassen Trebouxiophyceae, ingår i lavar. Clebsomordium (division Charophyta) lever också på land liksom många Chlorophyceae som Fritschiella, Chloromonas, Bracteacoccus och Chlamydomonas. Flera arter inom Ulvophyceae finns också på land, exempelvis på bark och fröväxters blad. Grönalger finns också på kalla glaciärer och till och med i en så pass extrem miljö som öken.